# Daniela Klemenschits
Daniela Klemenschits (Vienna, 13 novembre 1982 – Salisburgo, 9 aprile 2008) è stata una tennista austriaca.
Era sorella gemella di un'altra tennista, Sandra Klemenschits.

## Biografia
Giocò in doppio con la sorella Sandra nel WTA Tour e nel circuito femminile ITF. Le due dominarono il tennis in doppio in Austria a metà degli anni 2000, diventando la coppia numero 1 del paese nel 2006. Insieme vinsero 23 titoli a livello ITF e raggiunsero una finale a livello di WTA Tour. Entrarono nella top 100 della classifica di doppio WTA nel 2005. Daniela rappresentò l'Austria nella Fed Cup nel 2005, contribuendo a sconfiggere la Svizzera.
Disputò la sua ultima partita da professionista il 14 dicembre 2006, al torneo di Valasske Mezirici. Aveva fatto coppia con la sorella anche in quell'occasione: le due persero al primo round contro Eva Hrdinová e Stanislava Hrozenská per 5-7, 2-6.
Nel gennaio 2007, a entrambe le gemelle Klemenschits fu diagnosticata una rara forma di cancro addominale, il carcinoma a cellule squamose. Per loro venne avviata una raccolta fondi da parte di tutti i tennisti professionisti connazionali. Daniela morì il 9 aprile 2008 a Salisburgo, all'età di 25 anni, a causa del tumore  , mentre la sorella guarì e rientrò nel circuito.